# لورين مان
لورين مان هي لاعبة كرلنغ كندية، ولدت في 27 يناير 1985 في غريتر سودبوري في كندا.